# ایر سانشاین
ایر سانشاین (به انگلیسی: Air Sunshine) یک شرکت هواپیمایی با کد یاتا YI است که در ۱۹۸۲ میلادی تأسیس شده‌است. دفتر مرکزی ایر سانشاین در فورت لادردیل، فلوریدا، ایالات متحده آمریکا واقع شده‌است و به ۱۰ مقصد، پرواز انجام می‌دهد.